# Oseltamivir
Oseltamivir, comercializado sob a marca Tamiflu, é um medicamento antiviral usado na prevenção e tratamento de gripe por Influenzavirus A e Influenzavirus B. É indicado para pessoas com complicações ou em risco de complicações nas 48 horas após os primeiros sintomas de infeção. Está também indicado na prevenção de infeção em grupos de elevado risco, mas não na população em geral. É administrada por via oral na forma de comprimido ou suspensão.
As recomendações relativas ao oseltamivir são controversas, assim como são controversas as próprias críticas às recomendações. Uma revisão Cochrane de 2014 concluiu que o oseltamivir não diminui os internamentos hospitalares e que não há evidências de que diminua as complicações da gripe. Duas meta-análises concluíram que os benefícios em pessoas de outra forma saudáveis não superam os riscos e encontraram poucas evidências de que o tratamento modifique o risco de internamento ou morte em grupos de elevado risco. No entanto, outra meta-análise concluiu que o oseltamivir é eficaz na prevenção da gripe a nível individual e residencial.
Os efeitos secundários mais comuns são vómitos, diarreia, dor de cabeça e perturbações do sono. Entre outros possíveis efeitos adversos estão sintomas psiquiátricos e crises epilépticas. Pode ser considerada a administração durante a gravidez. Em pessoas com doenças renais pode ser necessário ajustar a dose.
O oseltamivir foi aprovado pela primeira vez nos Estados Unidos em 1999. Foi o primeiro inibidor da neuraminidase disponível para via oral. Faz parte da lista de medicamentos essenciais da Organização Mundial de Saúde, uma lista com os medicamentos mais seguros e eficazes fundamentais num sistema de saúde. Em 2016 foi aprovada nos Estados Unidos uma versão genérica.

## Indicações
O oseltamivir é indicado para o tratamento da gripe, tendo uma maior eficácia se tomado dois dias após os primeiros sintomas, impedindo a disseminação do vírus da gripe no corpo do paciente. O medicamento apresenta eficácia na prevenção e tratamento da influenza tipo A e influenza tipo B.

## Mecanismo
O fosfato de oseltamivir é considerado uma pró-droga, ou seja, ela é biotransformada dentro do organismo humano em carboxilato de oseltamivir. A principal característica de seu modo de ação é inibição seletiva de neuraminidases, glicoproteínas de liberação dos vírions, ou seja, ele impede a saída dos vírus de uma célula para outra. O medicamento não impede a contaminação com o vírus e é usado no tratamento da infecção. Possui ligação plasmática < 3% e volume de distribuição de 0,32 +-0,09 l/kg e não é substrato para P450. Além disto, a ingestão de alimentos não impede sua absorção.

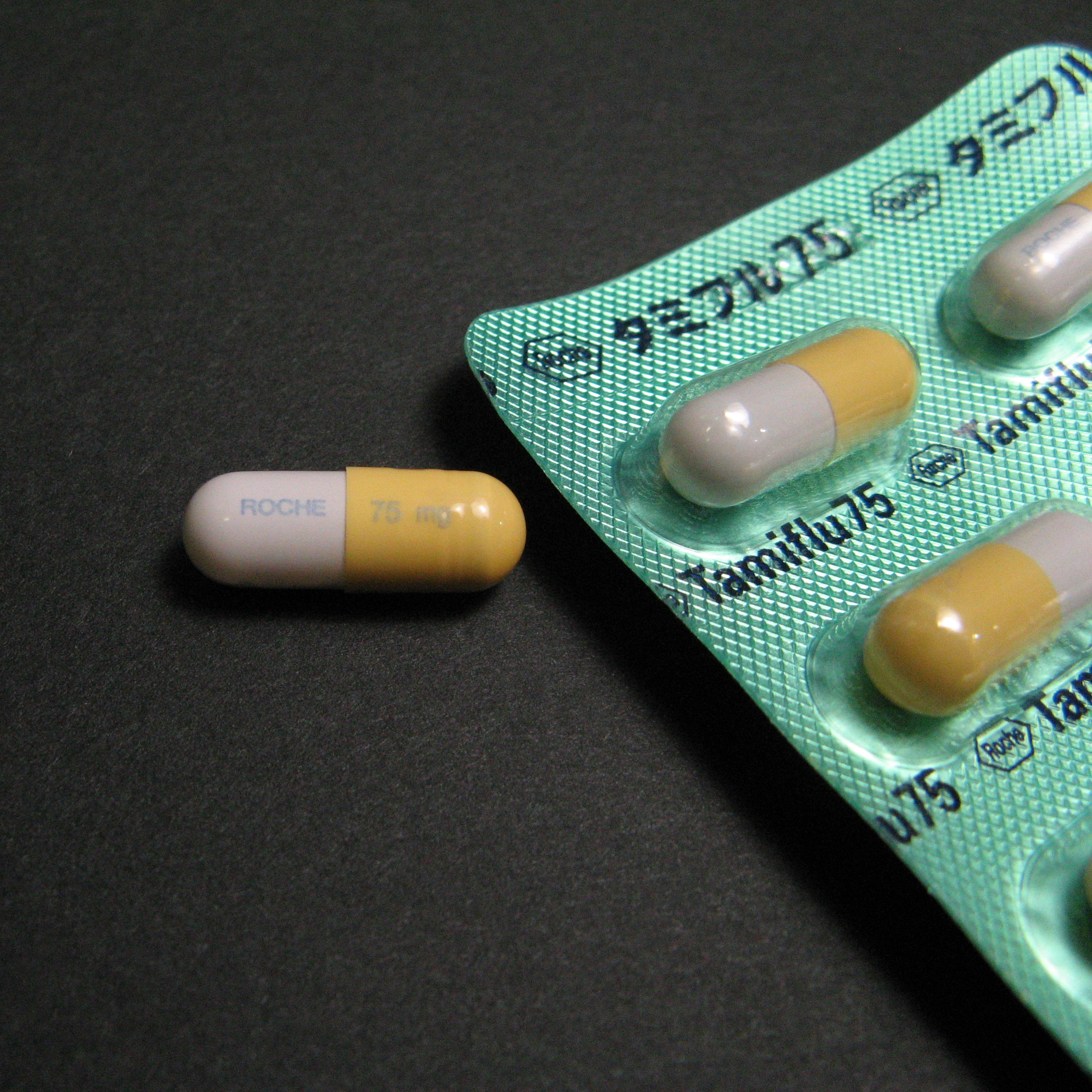
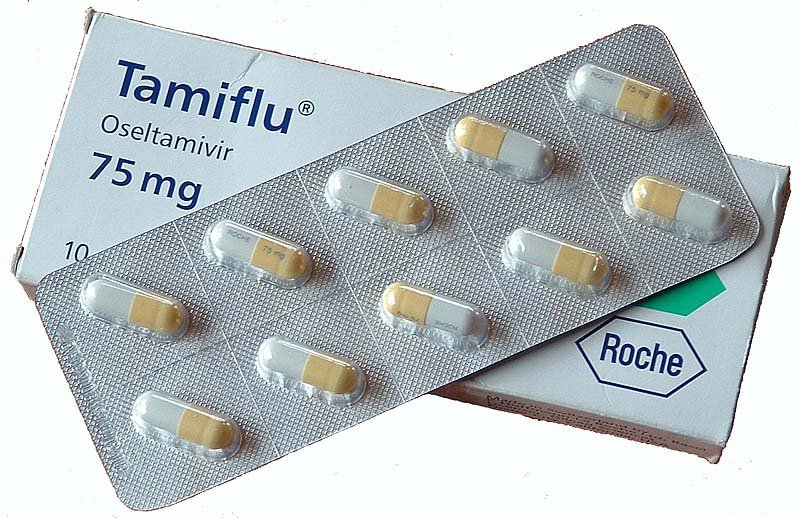
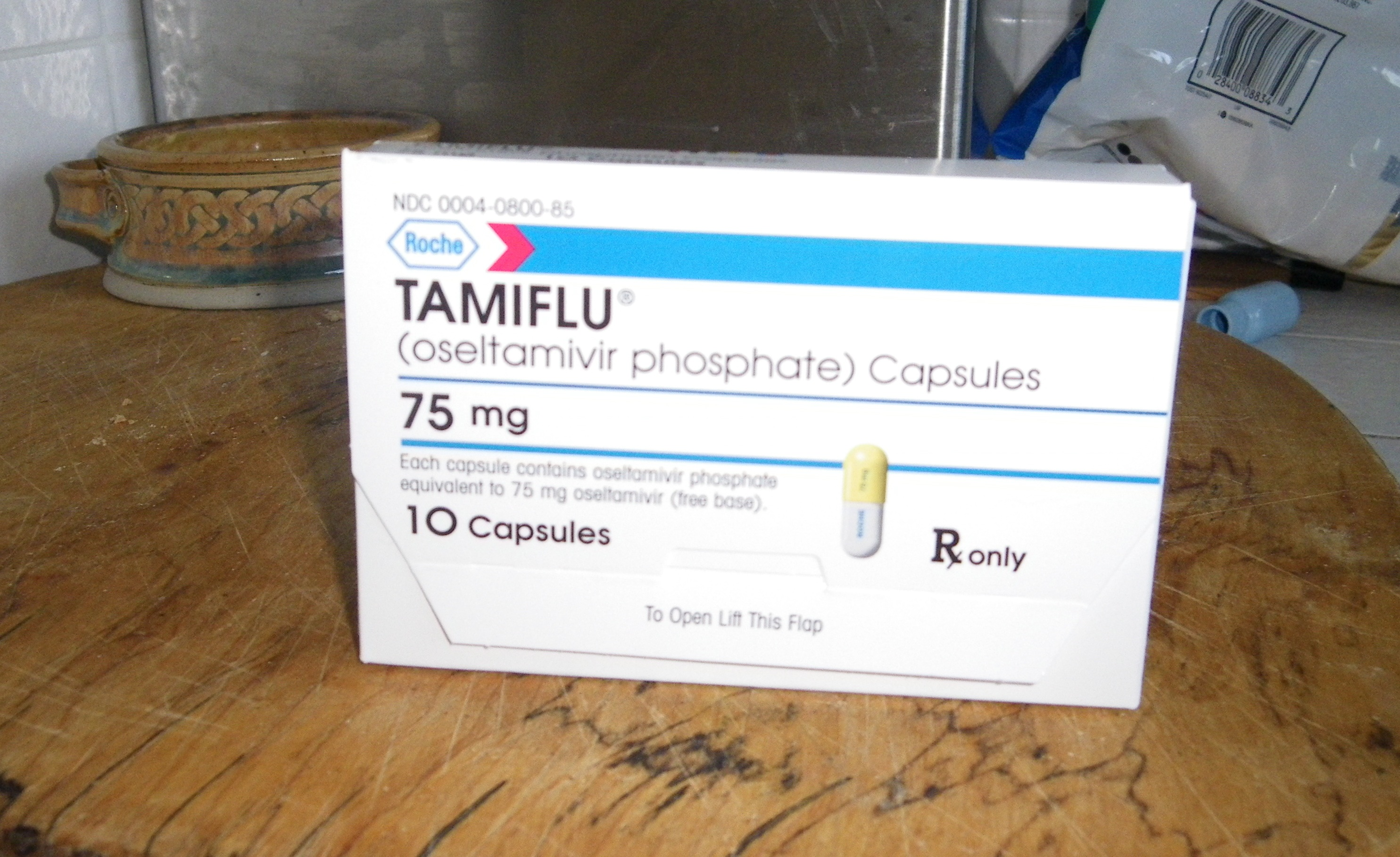

## Precauções
O metabólito é eliminado pela via renal. Desta forma, deve-se observar pacientes com insuficiência renal, com ajuste de dose. Em pacientes idosos, a dose não necessita ser ajustada. Em grávidas, o medicamento não foi testado e seu uso deve ser feito a critério médico, quando os benefícios forem maiores do que o risco, pois ainda não está definido qual seria o prejuízo ao feto. Segundo a Anvisa, as pacientes grávidas devem ser observadas pelos médicos de 30 a 48 horas após a administração do medicamento e depois de 30 dias após o nascimento da criança e crianças menores de um ano devem ser observadas de 30 a 48 horas.

## Efeitos adversos
Efeitos colaterais associados com a terapia com oseltamivir incluem: náuseas, vômitos, diarréia, dor abdominal e cefaléia. Raramente incluem: hepatite e enzimas hepáticas elevadas, erupções cutâneas, reacções alérgicas incluindo anafilaxia e síndrome de Stevens-Johnson.
Vários outros efeitos colaterais foram relatados na vigilância: necrólise epidérmica tóxica, arritmia cardíaca, convulsão, confusão, agravamento de diabetes, e colite hemorrágica.

### Efeitos neurológicos
Existem preocupações de que o oseltamivir pode causar perigosos efeitos colaterais  psicológicos,  neuropsiquiátricos, incluindo automutilação em alguns usuários. Essas preocupações se confirmaram em 2014, quando a GSK, empresa reponsável pela fabricação do medicamento, foi obrigada a pagar uma indenização de 60 milhões de Libras para vítimas da vacinação.

## Interações medicamentosas
Devido às propriedades do metabólito de mínima ligação com proteínas plasmáticas, as interações medicamentosas para este medicamento são improváveis de acontecer. A cimetidina não interfere em sua biodisponibilidade. Contudo, segundo o Infarmed, a administração de probenecida poderá aumentar as concentrações do metabolito activo do oseltamivir.

## Sociedade e cultura
Devido à pandemia, uma série de e-mails com informações duvidosas e falsas começaram a circular na Internet, prática conhecida como hoax. Algumas delas, diziam que o medicamento era fabricado a partir da planta anis estrelado e que o consumo desta poderia originar os mesmos efeitos do medicamento. De fato, o oseltamivir é produzido a partir do anis estrelado de quatro províncias chinesas, porém, é produzido através de um processo químico complexo, que envolve uma série de etapas, fora as outras substâncias que entram em sua composição.